# Amboleberis
Amboleberis is een geslacht van kreeftachtigen uit de klasse van de Ostracoda (mosselkreeftjes).

## Soorten
- Amboleberis americana (Müller, 1890)
- Amboleberis antyx Kornicker, 1981
- Amboleberis cubensis Lalana & Kornicker, 1997